# SLIM
SLIM（スリム、英: Smart Lander for Investigating Moon）、小型月着陸実証機（こがたつきちゃくりくじっしょうき）とは、JAXAによる日本の無人月面探査機・着陸機である。月面へのピンポイント着陸を目指すことから複数のメディアで「ムーンスナイパー」とも紹介される。高さ約2.4 m（メートル）、重さは燃料を除き約200 kg（キログラム）。H-IIAロケット47号機で2023年9月7日午前8時42分11秒に鹿児島県の種子島宇宙センターから打ち上げられ、2024年1月20日に日本初となる月面への軟着陸を達成し、かつ史上初となるピンポイント着陸に成功した。総開発費は149億円。

## 概要
世界初となる月面へのピンポイント着陸技術を実証する月面探査機である。月周回衛星「かぐや」等によって収集された情報から作成された月面画像を、搭載された航法カメラで撮像した画像と照合することで高精度に自身の位置を推定しながら降下し、誤差100 m 以内を目標に軟着陸を目指す。高精度な着陸に成功することで、探査の質を高めることができるほか、火星衛星探査計画や月極域探査機など次世代の探査ミッションに継承される。
SLIMは「神酒の海」付近のシオリクレーター近傍（南緯13.3°S, 東経25.2°E）に着陸した。着陸予定地点はおよそ15°の傾斜があり、着陸には主脚が接地した後に機体が倒れこんで補助脚で着地するという「2段階着陸方式」が採用された。

## 歴史

### 度重なる延期
SLIMは当初、3年という短期間での打ち上げが計画されたが、探査機の完成後にも外的要因により繰り返し打ち上げが延期された。当初は2018年度にイプシロンロケットで打ち上げる計画が示された。その後まもなく、確実に計画を実行できるように2019年度の打ち上げを目指すことになった。ところが2016年のX線天文衛星ひとみの喪失事故により後継機の打ち上げの必要が生じたことから、予算捻出のためイプシロンロケットの打ち上げが減らされ、SLIMは2021年にH-IIAロケットで打ち上げ予定のXRISMとの相乗りで打ち上げられる見通しとなった。そのXRISMの開発も難航したことから、さらに2022年度に延期された。XRISM側の不備が解決した後にも、H3ロケットを優先的に打ち上げることとなり、射場や日程の都合で2023年度（5月頃）にずれ込んだ。しかしそのH3ロケットも打ち上げに失敗した影響から同年8月以降に延期された。

### 打ち上げ前
2023年6月4日、SLIM本体が報道陣に公開された。当初は2023年8月26日に打ち上げ日が設定されたが、天候の悪化が予想されたことから27日に、さらに28日へと延期された。そして28日当日も強風のため打ち上げが延期され、2023年9月7日午前8時42分11秒に打ち上げ予定が再設定された。

### 打ち上げ後

#### 2023年
- 9月7日午前8時42分11秒 (JST)、予定通り種子島宇宙センターからH-IIAロケット47号機で打ち上げられ、SLIMの分離、軌道への投入に成功した。なお、相乗りで搭載してされていたX線分光撮像衛星XRISM（X線天文衛星ひとみ後継機）も投入に成功した[1]。同日午前9時45分 (JST)にはSLIMからの信号が地上で受信され、太陽の捕捉制御が完了したことが確認された[26]。
- 9月14日、探査機の機能の健全性が確認できたこと（クリティカル運用期間の終了）を発表し、地球周回運用期間に移行[27]。
- 10月4日、地球を公転する月の重力を利用して軌道を変更する月スイングバイを実施[28]。
- 12月5日、JAXAはSLIMの月面着陸を2024年1月20日未明に実施すると発表した[29]。
- 12月25日、近月点で高度600 km（キロメートル）、遠月点で高度4,000 km の楕円を描く月周回軌道投入に成功したと発表された[30]。

#### 2024年

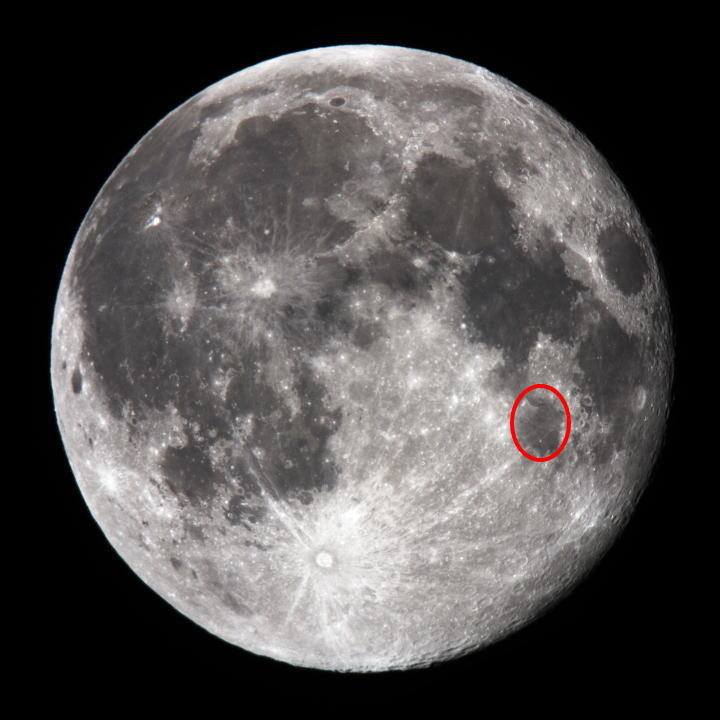
SLIMの着陸した神酒の海

- 1月14日17時32分 (JST)、着陸降下準備フェーズを開始。遠月点降下マヌーバを実施し、高度600kmの円軌道に移行した[31]。
- 1月17日22時18分 (JST)、1回目の近月点降下マヌーバ（PDM1）が実施され、高度約600×150kmの楕円軌道に投入された[32]。
- 1月19日22時40分から23時頃 (JST) にかけて2回目の近月点降下マヌーバ（PDM2）が実施され、高度約600×15kmの楕円軌道に投入された[32][33]。
- 1月20日0時頃 (JST) に高度15 km から降下を開始、約20分後に月の「神酒の海」への着陸を行った[33]。
- 同日午前2時10分頃 (JST) から行われた記者会見にて、JAXAはSLIMの月面への着陸に成功したと発表した[2]。今回の着陸で日本は旧ソ連、米国、中国、インドに次ぎ、月面への軟着陸に成功した世界で5カ国目の国となった[29]。着陸時のテレメトリデータはリアルタイムで動画配信された[12]。着陸後、SLIMからの通信は正常に確立されていると同時に太陽電池が電力を発生していない状況であり、月面からのデータ取得を優先させていると発表した[2]。JAXAはこの状況について、当初予定していた姿勢とは異なる姿勢で着陸していることが考えられると見解を示した[34]。太陽電池から電力供給できないものの着陸成功目標の「ミニマムサクセス」は達成されており、宇宙科学研究所所長の國中均は今回のミッションを60点と評価した[35]。
- 同日2時57分、バッテリー過放電を避けるため残量12%の時点で電源をオフにする処理が行われた。また、太陽電池のソーラーパネルが西を向く形で着陸していたことが確認され、これにより再び電力の回復の可能性について明言された。また着陸時のデータ取得にも成功したと明言された（いずれも公表は22日[36]）。
- 1月25日、JAXAによる成果発表記者会見で月面へのピンポイント着陸に成功したことが発表された。目標地点から東に55 m ほどの位置で、誤差100 m の範囲内だった。ただしこれは障害物を自律的に回避した結果であり、さらには片側のエンジンが停止したために横方向の推力が発生した影響でもあるため、最終的な精度は10 m 以内、おそらく3 m から4 m ほどと推定されている[37][38]。テレメトリのデータから高度50 m 時点で2つあるメインエンジンの片方の推力が失われたことが判明し、上下逆の鉛直倒立状態で太陽電池を西に向けて着地しているものと考えられた。LEV-2 (SORA-Q) が SLIM の姿を捉えた写真が公開されたことでそれが裏付けられた[39]。これによりLEV-1とLEV-2の成功は確認された一方で、SLIM独自の二段階着陸は実証できなかったとの見解が示された[40]。
- 1月26日（日本時間27日）、アメリカ航空宇宙局（NASA）はSLIMが月面に着陸したことを米国の月を周回する観測衛星ルナー・リコネサンス・オービター (LRO) が確認したとし、上空から撮影した画像も公開した。画像にはSLIMの着陸地点が白い矢印で示されていた[41][42]。

- 1月28日、SLIMの運用が再開された。着陸時の姿勢異常で発電できなかった太陽電池パネルが、太陽の向きが変わって稼働し始めたとみられる。バッテリーもなくなり中断していた月面での鉱物観測も実施できたとされた。探査機との通信を確立し、特殊カメラによる岩石などの撮影も再開した。中断前に撮影した画像を基に対象を絞り、新たな画像を取得して岩石の組成を分析する。さらに数日間の運用が見込まれた[43]。
- 1月31日、予定していた作業を終え、太陽光が当たらなくなり休眠状態に入った。ただしSLIMは月の夜の低温に耐える設計ではないため、再び太陽光の当たる一か月後に復活する可能性は高くないと見られていた[44]。
- 2月25日、SLIMとの通信を再開した。氷点下170度にもなる月面での夜を耐えて、太陽電池パネルに光が当たって発電を再開したと見られている[45]。
- 2月26日、JAXAはSLIMが月の長い夜を越す「越夜」後に航法カメラ（着陸フェーズにおいて月面を撮像するための小型軽量のカメラ[46]）で撮影した月面の画像を公開した[47]。
- 3月1日、午前3時過ぎに月面の日没になり休眠に入った。それまでに鉱物分析用の特殊カメラも運用したが、不具合が発生して観測はできなかった[48]。
- 3月27日、夜の運用で通信が再開し、2度目の越夜に成功した。主要な機能は維持されていると見られるが、切り離していたバッテリーや温度センサーの一部に不具合を確認[49]。
- 3月30日未明、月面が日没を迎えて休眠状態入った。度重なる越夜で機能が失われつつあるため、以降は月の環境にいつまで耐えられるかを確認する形で運用を目指す[50]。
- 4月23日、夜の運用で通信が再開し、3度目の越夜に成功した。主要機能は維持[51]。
- 4月29日、未明に休眠状態に入った[52]。
- 5月24日、SLIMに搭載されたレーザーリトロリフレクター（反射板）の反射をNASAのLROが検出したことが7月29日付で発表された[53]。
- 5月24日から機体周辺の日照が回復し、地上からの通信を試みたが日没を迎える27日まで応答がなかった[54]。
- 6月21日夜から27日夜にかけての電力が回復すると予想された期間に通信を試みたが、応答は得らなかった[55]。
- 7月24日と7月25日には6回目の越夜後の通信を試みたが応答は得られなかった[53]。
- 8月22日と8月23日に再度通信を試みたがSLIMからの応答は得られなかった。そのため、今後もSLIMとの通信復旧の見込みはないと判断し、8月23日22時40分（日本標準時）の停波運用をもって、SLIMの月面での運用を終了した[56]。
- 12月26日、JAXAはSLIMについて会見で総括を行い、着陸直前に片方のエンジン推力が失われた原因について見解を示した。SLIMに使われたエンジンは推進剤の消費とともにその供給圧力が低下するタイプで、ミッション最終盤ではもともと供給圧力が低かった。さらに着陸時に多数のスラスタを点火して姿勢制御を行っていた分だけメインエンジンへの供給圧力が低下し、着火しにくい状態だったとみられる。メインエンジンの片方は着火したものの、もう片方では着火しないまま推進剤が溜まり、姿勢制御スラスタの点火が減ったタイミングで着火したものの、溜まっていた推進剤が一気に燃焼したことで爆発したと考えられる。[57]

## 着陸成功目標
SLIMでは着陸成功目標を以下のように定義している。
| 着陸成功レベル     | 内容 | 達成状況 | 達成状況                                             |
| ------------------ | --- | -------- | ---------------------------------------------------- |
| ミニマムサクセス   | 高精度着陸に必須となる画像照合航法を開発し、他の航法系とも組み合わせることで、結果として100m程度の航法誤差を実現する。                                           | 達成     | 画像航法技術を実証し、HV2時点で3～4m程度の精度を実現 |
| ミニマムサクセス   | 軟着陸のためのシンプルな衝撃吸収機構を実現する。 | 達成     | 新たに衝撃吸収機構の開発を完了し、搭載した           |
| ミニマムサクセス   | 小型・軽量で高性能な化学推進システムを実現する。 | 達成     | 搭載した小型・軽量な推進系により月投入・着陸を達成   |
| ミニマムサクセス   | 宇宙機一般で中核をなす計算機や電源システムの軽量化を実現する。                                                                                                   | 達成     | 統合化計算機SMU、統合化電力制御器IPCUを開発・運用    |
| フルサクセス       | 障害物を検知しつつ、航法誤差・誘導誤差を考慮した自律的な着陸誘導則を実現する。                                                                                   | 達成     | 障害物検知系の正常動作、着陸誘導則の実証             |
| フルサクセス       | これらの技術を搭載した探査機により月面への高精度着陸（精度100m）を実施し、検証を行う。                                                                           | 達成     | HV2時点で3～4m、着陸地点評価で55m程度の精度で着陸    |
| フルサクセス       | 着陸後に探査機が機能を維持する | 達成     | 着陸後も探査機の機能を維持し、着陸運用のデータを取得 |
| エクストラサクセス | 高精度着陸に関する技術データ伝送後も日没までの一定期間、月面における活動を継続し、将来の本格的な月惑星表面探査を見据え、月面で活動するミッションを実施すること。 | 達成     | SAP電力の回復後、日没までの間、MBC運用を実施         |

## 月面探査ロボット

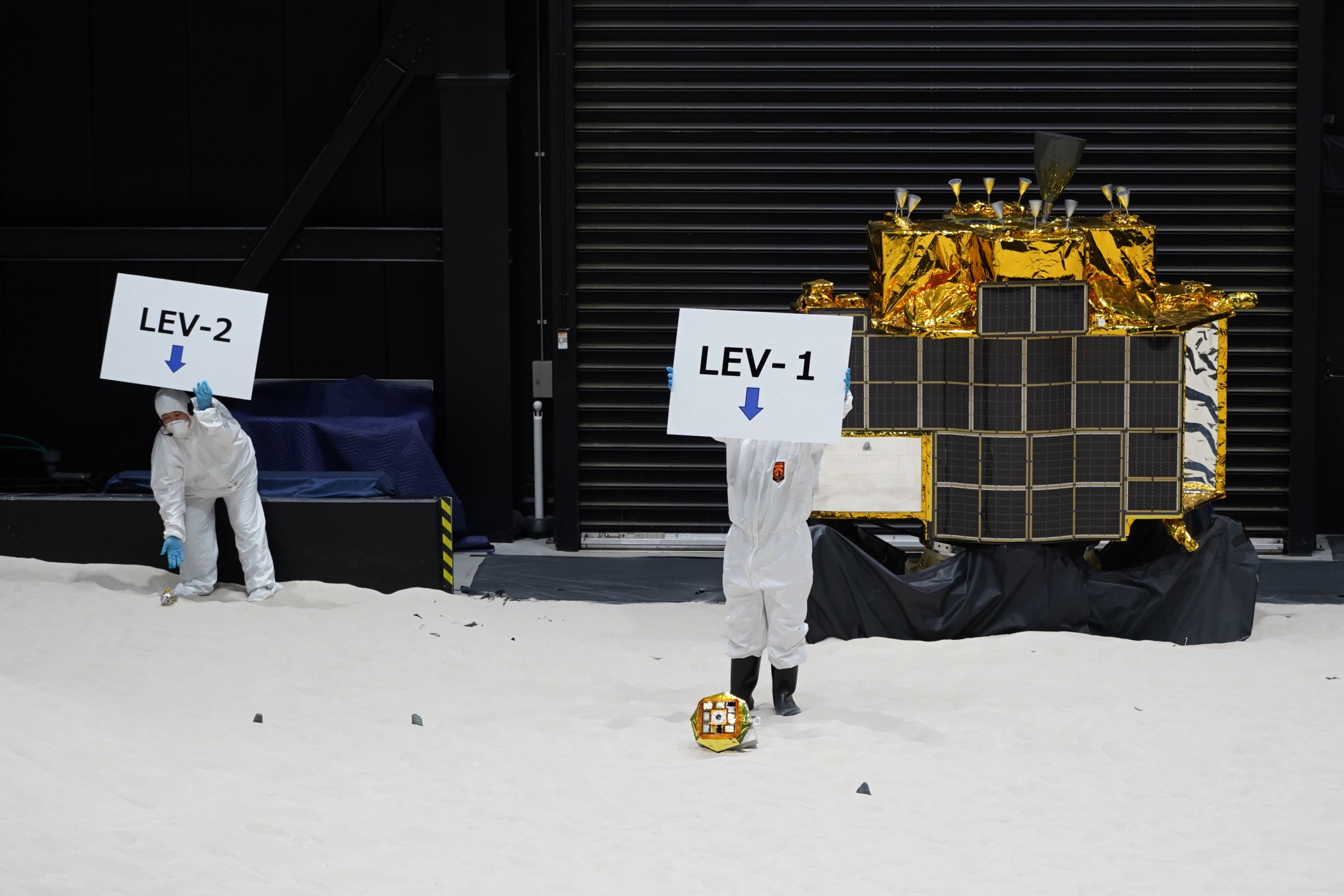
LEV-1（画像右側）

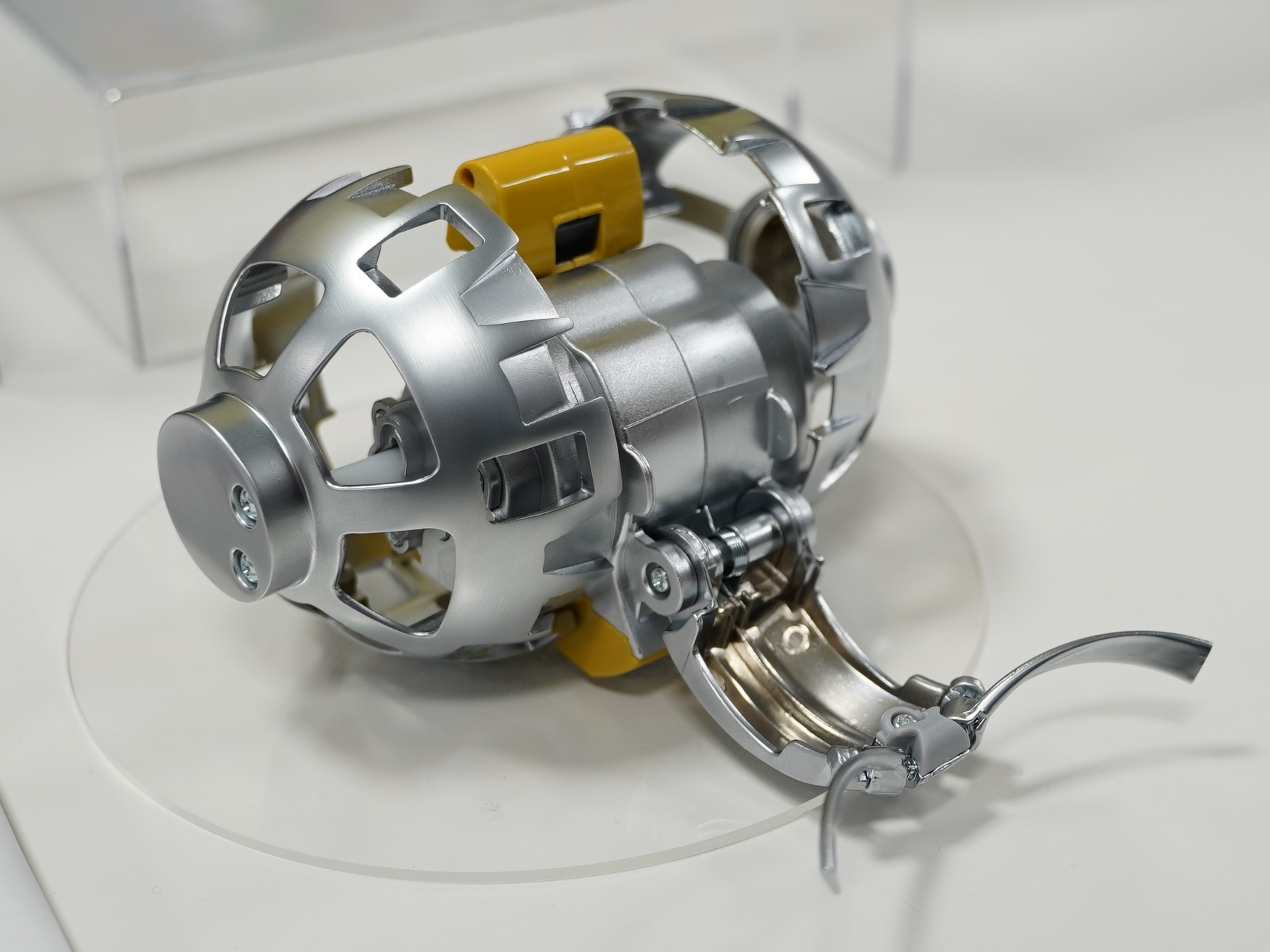
LEV-2（SORA-Q）の展開状態

SLIMには以下の2機の月面探査ロボットが搭載され、月面着陸直前に切り離される。

### LEV-1
内蔵されたバネを伸縮させ、月面を跳躍移動する月面探査ロボット。2台の広角カメラを搭載し、直接地球にデータを送信することができる。

### LEV-2
タカラトミー、ソニーグループ、同志社大学とJAXAが開発した、変形機構や動物の動きなどの玩具技術を応用した小型月面探査ロボットで、HAKUTO-R ミッション1に搭載されたものとほぼ同じもの。2台の広角カメラを搭載し、LEV-1を経由してデータを地球に送信する。

## 国内外の反応
日本の首相である岸田文雄はX（旧Twitter）に「大変喜ばしいニュースだ」と投稿し、祝意を示した。
アメリカ航空宇宙局（NASA）長官のビル・ネルソンは19日（日本時間20日）、「月面着陸に成功した史上５番目の国となり、おめでとう」とＸ（旧ツイッター）に投稿した。
イギリスのオープン大学の特別研究員（博士）、シメオン・バーバーは、高精度の着地を実現したことを賞賛した。